# トクホン真闘ボクシングジム
トクホン真闘ボクシングジム（トクホンしんとうボクシングジム）は、東京都荒川区東尾久にかつて存在したボクシングジムである。

## 歴史
初代会長である佐々木隆雄の元、荒川の橋の下にボクサーが集まったのが始まり。
かつては日本一のスパルタジムとして、日本王者を6名輩出。10年以上に渡り、全国200以上のジムの中で勝率日本一の座を守っていた。
後、医薬品メーカーのトクホンがスポンサーとなり、辰東ジムからトクホン辰東ジムを経て、トクホン真闘になる。
なお、佐々木は1989年春に東日本ボクシング協会会長職に原田政彦（ファイティング原田）を就任させたことがきっかけで2代前の協会会長木村七郎と対立。その後事実上の除名処分となり、その際トレーナーに退き、叔父である大友朝之助が名目上の会長となった。その後は原田の勇退もあり処分解除され、佐々木が会長に復職した。
実質的にビジネスと取り仕切る人物は須田芳黄マネージャー（現役時代は三船豪のリングネームで辰東ジムの磯上秀一ともノンタイトルで対戦経験有り）、須田の現役時代のジムの同僚根本重光（現・スパイダー根本ジム会長）も一時期トレーナーを務めていた。
2014年3月限りでトクホンと契約満了になり真闘拳に改名後、同年12月を以て東日本協会を休会し、活動休止。

## 輩出した主な選手
- 沼田康司（元・東洋太平洋スーパーウェルター級及び日本ウェルター級王者）
- 小笠原恵子
- 磯上秀一（本名は磯上修一。辰東／元・日本バンタム級王者。バンタム級で世界挑戦1度）
- 小野健治（トクホン辰東／元・日本ミニマム級王者）
- 山岡正規（元・日本バンタム級王者）
- 三船元
- 川上勝幸
- 水島博